# Сёстры Миссионерки Пресвятой Девы Марии Апостолов
Сёстры Миссионерки Пресвятой Девы Марии Апостолов (итал. Suore missionarie di Nostra Signora degli Apostoli, NSA) — женская монашеская конгрегация понтификального права.

## История

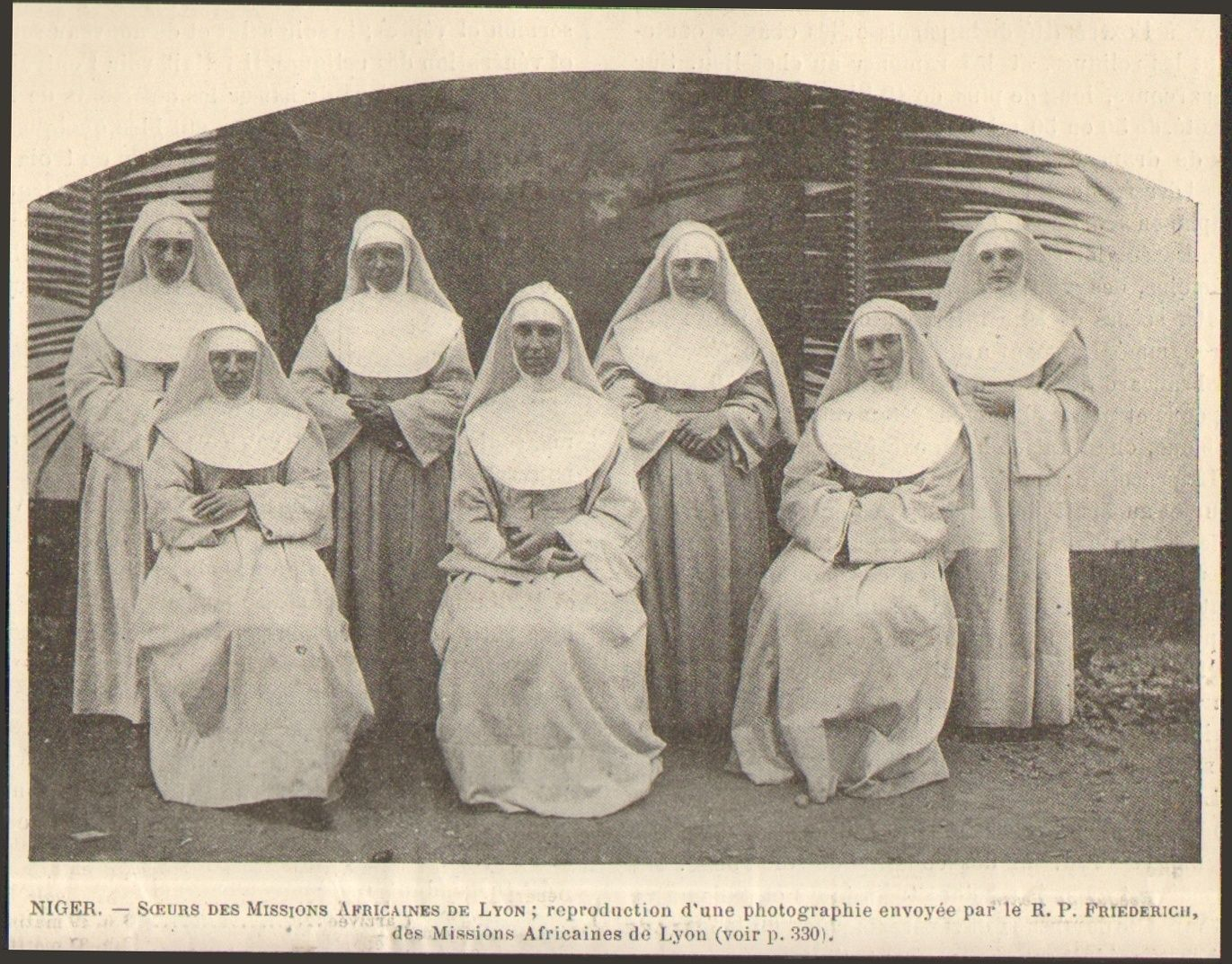
Сёстры около 1920 года в Нигере.

Конгрегация была основана 1 мая 1876 года в Лионе французским католическим священником Огюстеном Планком, который был членом миссионерской конгрегации «Общество африканских миссий». Целью этой организации стала помощь священникам в их миссионерской работе в Африке. 16 августа 1881 года епископ Гренобля Аман-Жозеф Фава утвердил конгрегацию на епархиальном праве. 17 июня 1904 года Римский папа Пий X одобрил деятельность конгрегации и 19 марта 1912 года утвердил её устав.

## В настоящее время
В настоящее время Сёстры Пресвятой Девы Марии Милосердия Доброго Пастыря занимаются образовательной и социальной деятельностью среди нуждающихся африканцев. В настоящее время конгрегация действует в Алжире, Аргентине, Бенине, Буркина-Фасо, Гане, Германии, Ирландии, Италии, Египте, Канаде, Кот-д’Ивуаре, Ливане, Нигере, Нигерии, Танзании, Того, Франции и Чаде. 
Генеральный дом конгрегации находится в Риме. На 31 декабря 2005 года в конгрегации было 806 сестёр в 126 монашеских общинах.

## Известные монахини
- Эуджения Элизабетта Равазио (1907 – 1990) – генеральная настоятельница с 1935 года по 1947 год.

## Источник
- Annuario Pontificio per l’anno 2007, Libreria Editrice Vaticana, Città del Vaticano, 2007, стр. 1486, ISBN 978-88-209-7908-9.
- Guerrino Pelliccia e Giancarlo Rocca (curr.), Dizionario degli Istituti di Perfezione (10 voll.), Edizioni paoline, Milano 1974—2003.